# Viloria Viejo
Viloria Viejo är en ort i Mexiko.   Den ligger i kommunen Isla och delstaten Veracruz, i den sydöstra delen av landet, 400 km öster om huvudstaden Mexico City. Viloria Viejo ligger 16 meter över havet och antalet invånare är 379.
Terrängen runt Viloria Viejo är mycket platt. Runt Viloria Viejo är det ganska tätbefolkat, med 52 invånare per kvadratkilometer. Närmaste större samhälle är Tesechoacan, 14,5 km sydväst om Viloria Viejo. Trakten runt Viloria Viejo består till största delen av jordbruksmark.